# Crotalaria strigulosa
Crotalaria strigulosa är en ärtväxtart som beskrevs av Isaac Bayley Balfour. Crotalaria strigulosa ingår i släktet sunnhampor, och familjen ärtväxter. IUCN kategoriserar arten globalt som livskraftig. Inga underarter finns listade i Catalogue of Life.